# Jórgosz Vaszilíu
Jórgosz Vaszilíu, Georgios Vasiliu, görögül Γιώργος Βασιλείου (Famagusta, 1931. május 20. –) ciprusi politikus, közgazdász és üzletember, a Ciprusi Köztársaság harmadik elnöke. A Petőfi Kör egyik alapítója és az 1956-os magyar forradalom résztvevője. Alapítója és korábbi vezetője a ciprusi, liberális Egyesült Demokraták (EDI) pártnak.

## Származása, családja, gyerekkora
Szülei ciprusi orvosok, akik görögországi tanulmányuk során ismerkedtek meg. Egy fiuk és egy lányuk született. Vaszilíu Cipruson született, ám amikor kétéves volt, családja visszatért Görögországba. Apja tanulmányainak befejezéséig Athénban, majd 1936-tól Leszbosz szigetén éltek, ahol apja szemorvosként praktizált. Apja kommunista, a Ciprusi Kommunista Párt (AKEL) központi bizottságának tagja volt. Ezért a család a német megszállás elől 1941-ben Törökországba menekült, majd onnan hazatért Ciprusra. Apja 1942-től 1945-ig az angol hadsereg önkénteseként harcolt a nácik ellen. Az idősebb Vaszilíu mint orvos a görög polgárháborúban önkéntesként támogatta a kommunistákat: előbb családjával 1950-ben Magyarországon telepedett le, ahonnan továbbutazott a polgárháború sújtotta Görögországba. A háború bukása után a Szovjetunióba került, ahonnan előbb a kommunisták, majd az angolok nem engedték visszatérni Ciprusra. Szovjetunióbeli kényszerű tartózkodása során sikeres szemorvosi karriert futott be. Felesége csak 1953-ig csatlakozhatott hozzá, majd 1955-ben lányuk is követte őket, ám Jórgosz Vaszilíu Budapesten maradt. A család így egészen 1960-ig elszakítva élt egymástól – ekkor azonban mind hazatérhettek Ciprusra.

## Tanulmányok Nyugat-Európában, magyarországi élete
A háború után, 1948-ban Jórgosz Vaszilíut szülei Genfbe küldték tanulni az orvosi egyetemre. Az egyetem második évét már Bécsben kezdte, de 1950 elején Magyarországra költözött anyját és húgát követve. A magyar kommunista párt azonban megakadályozta abban is hogy anyjával együtt lakjon és abban is hogy orvosi tanulmányait folytassa. Esztergályos képesítést szerzett és a zuglói alumíniumgyár munkása lett. Gyári munkásként szerzett tapasztalatai alapján megváltoztatta terveit és amikor a kommunisták 1951-ben mégis engedélyezték a görög menekültek számára a továbbtanulást a fiatal Vaszilíu a Marx Károly Közgazdaságtudományi Egyetem hallgatója lett. Tanárai közé tartozott Nagy Imre későbbi vértanú miniszterelnök, Pach Zsigmond Pál és Nagy Tamás közgazdász – de látogatta Lukács György szemináriumait is. 1955-ben szerzett diplomát, majd az MTA Közgazdaságtudományi Intézetének munkatársa lett.

## Szerepe az 1956-os forradalomban és a Hungaricus-ügy
Külföldi diákként hozzáfért a nyugati sajtótermékekhez, és az így nyert információkat megosztotta barátaival is. Ezek hatására, valamint személyes tapasztalatai és különösen a Rajk-per miatt 1955-re Vaszilíu – több barátjával együtt – kiábrándult a kommunistákból. Alapító tagja lett a Petőfi Körnek és aktívan részt vett munkájában. Az 1956-os forradalom kezdetén jelen volt, amikor a Magyar Rádió épületénél kitört az első tűzharc. Ugyan a fegyveres cselekményekben nem vett részt, de a forradalom napjait az utcán töltötte.
1957 elején – kihasználva ciprusi származásával járó angol állampolgárságát – Londonba utazott és kicsempészte a Hungaricus című röpiratot. A megtorlás első éveiben Magyarországon maradt, ám 1959-re eldöntötte, hogy elhagyja az országot. Ám ebben az évben letartóztatták és két napig fogva tartották a röpirat kicsempészése miatt. Külföldi állampolgársága miatt a börtönt elkerülte, a pártból kizárták. Disszertációját Magyarországon még befejezhette, de 1960-ban elhagyta az országot.

## Visszatérés Ciprusra, piackutatói karrier és sikeres üzleti pályafutás
Magyarország elhagyása után előbb Nagy-Britanniába ment, ahol piackutatással kezdett foglalkozni, majd édesanyja betegsége miatt hazatért Ciprusra, ahol megalapította az ország és a Közel-Kelet egyik első piac- és közvélemény-kutató cégét (MEMRB). Noha a cég tőke hiányában lassan indult növekedésnek, fokozatosan a régió meghatározó tanácsadó vállalatává fejlődött és  tevékenysége fokozatosan kiterjedt marketing és gazdasági tanácsadásra is. Vaszilíu sikeres üzletember és közismert közgazdász valamint a Kereskedelmi Kamara alelnöke lett hazájában.

## Politikai karrier és elnökség
Sikeres közgazdászi és üzletemberi pályafutása után a nyolcvanas években a politika felé fordult. 1988-ban független elnökjelöltként – ugyanakkor mind a kommunisták (AKEL), mind a liberálisok támogatását élvezve – elindult a ciprusi elnökválasztásokon és legyőzte a két ciklus óta elnöki pozíciót betöltő Szpírosz Kiprianút.
Elnökségét gazdasági fellendülés és a politikai reformok jellemezték. A ciprusi konfliktusban a tárgyalásos megoldás pártján állt, de elnökségének végéig nem sikerült jelentős előrelépést elérnie a ciprusi kivonulás és a Törökországgal való megegyezés terén.
Az 1993-as elnökválasztáson vereséget szenvedett Gláfkosz Klirídisztől. Ezután megalapította a liberális Egyesült Demokraták (EDI) pártot, amely elnökévé választotta. A ciprusi egyesítést célzó,  Cipruson jelentős vitát kiváltó és a 2004-es népszavazáson elbukott Annan-terv heves támogatója volt. Ennek kapcsán 2005-ben megvált a párt vezetői posztjától.
1998 és 2003 között az ország főképviselője volt az Európai Uniós csatlakozási tárgyalások során.
Vaszilíu aktív szerepet vállal ciprusi és nemzetközi politikai szervezetekben.
2018-ban Markó György A pesti Rambó című könyvéből derült ki, hogy Vaszilíu a Rákosi-korszakban a kémelhárítás, a Kádár-rendszerben pedig a BM „Gergely” fedőnevű ügynöke volt, és többek között Kornai Jánosról is jelentett.

## Magánélete
Felesége Andrúlla Vaszilíu, három gyermekük van.